# Nuvistor

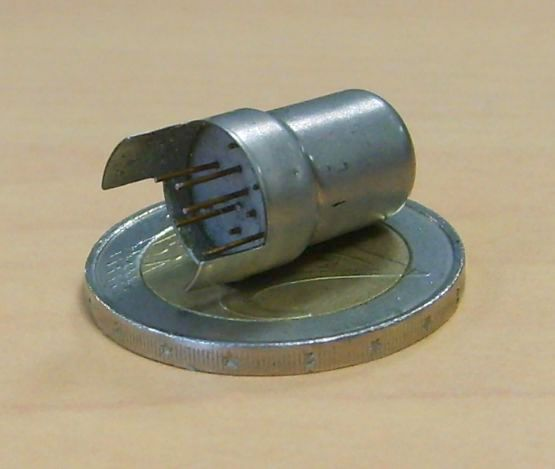
Nuvistor type 6CW4, het meest geproduceerde type, op een munt van twee euro

Een nuvistor is een miniatuur vacuüm-elektronenbuis die in 1959 door RCA (Radio Corporation of America) op de markt werd gebracht. Een nuvistor is geheel gemaakt van metaal en keramiek en is circa 2 cm lang. Het meest geproduceerde type is een triode en er is een kleiner aantal tetrodes. Bij het productieproces werd de buis niet na de vervaardiging van het mechanische deel vacuüm gepompt en daarna dichtgesmolten, zoals dat bij de conventionele vacuümbuis gebeurde. De productie vond in plaats daarvan geheel in een vacuümkamer plaats. Nuvistors hadden en hebben goede karakteristieken voor VHF- en UHF-toepassing.
De nuvistor werd ingevoerd als concurrent van de transistor. Transistors waren klein en gebruikten weinig energie, maar waren inferieur aan de elektronenbuis wat betreft versterking van hoge frequenties (MHz) en ruisfactor. De nuvistor verenigde alle voordelen. Toen de transistors beter werden, verloor de nuvistor de strijd.
Een enkele keer wordt de nuvistor nog overwogen voor zeer specialistische toepassing in een radioactieve omgeving en/of gebruik in een omgeving met hoge temperatuur (typisch enkele honderden graden).